# جيري فينكلستاين
جيري فينكلستاين (بالإنجليزية: Jerry Finkelstein)‏ هو صحفي أمريكي، ولد في 16 يناير 1916، وتوفي في 28 نوفمبر 2012.